# Five Points (condado de San Diego)
Five Points es un área no incorporada ubicada en el condado de San Diego en el estado estadounidense de California.

## Geografía
Five Points se encuentra ubicada en las coordenadas 32°44′35″N 117°11′5″O / 32.74306, -117.18472.